# Jean-Christophe Meurisse
Pour les articles homonymes, voir Meurisse.
Jean-Christophe Meurisse est un metteur en scène et réalisateur français né en 1975.

## Biographie
Jean-Christophe Meurisse grandit à Vannes et découvre le théâtre à l'âge de 21 ans alors qu'il étudie à la faculté de lettres de Rennes.
Comédien formé à l'École Régionale d'Acteurs de Cannes (ÉRAC), il joue pour Simone Amouyal, Catherine Marnas et Vincent Macaigne. Jean-Christophe Meurisse devient vite metteur en scène en fondant le collectif Les Chiens de Navarre. Jean-Christophe Meurisse invente ainsi, au début des années 2000 un théâtre basé sur l'improvisation.
Le spectacle Une raclette est créé en juin 2009 dans le cadre du festival TJCC au Théâtre de Gennevilliers puis est repris au Théâtre de Vanves, à La Rose des vents, au Centre Pompidou, au Théâtre des Bouffes du Nord, au Festival d’Aurillac, au TAP Poitiers, au Théâtre de la Liberté à Toulon et aux Subsistances artistiques à Lyon.
En septembre 2010, le Centre Pompidou lui propose carte blanche. Il crée une série de performances de plus de trente heures intitulée Pousse ton coude dans l’axe. Certaines de ces performances sont par la suite reprise à actOral.
En septembre 2012, Jean-Christophe Meurisse réalise son premier moyen-métrage Il est des nôtres, produit par ECCE Films. Le film reçoit en septembre 2013 le Prix du public et le Prix de la meilleure interprétation pour l’ensemble des comédiens au Festival Silhouette à Paris.
En novembre 2012, les Chiens de Navarre créent Les danseurs ont apprécié la qualité du parquet, première œuvre chorégraphique de la compagnie, à la Ménagerie de Verre dans le cadre du Festival Les Inaccoutumés.
Meurisse a réalisé le long métrage Apnée, présenté au Festival de Cannes 2016, en séance spéciale de la sélection de la Semaine de la critique.
Son deuxième long métrage, Oranges sanguines, également présenté au Festival de Cannes, est sorti en 2021,. En 2024, il enchaîne avec Les Pistolets en plastique.

## Filmographie

### Cinéma

#### Courts métrages
- 2013 : Il est des nôtres (court métrage)[14]

#### Longs métrages
- 2016 : Apnée
- 2021 : Oranges sanguines
- 2024 : Les Pistolets en plastique

### Télévision

#### Séries télévisées
- 2021 : La Meilleure Version de moi-même

## Théâtre

### Metteur en scène
COMPAGNIE LES CHIENS DE NAVARRE
- Chiens de Navarre: une raclette (création 2008 et recréation juin 2009)
- L'autruche peut mourir d'une crise cardiaque en entendant le bruit d'une tondeuse à gazon qui se met en marche (création en novembre 2009)
- Pousse ton coude dans l'axe (création en septembre 2010)
- Nous avons les machines (création en janvier 2012)
- Quand je pense qu'on va vieillir ensemble (création en février 2013)
- Les danseurs ont apprécié la qualité du parquet (création en novembre 2012)
- Les armoires normandes (création en février 2015)
- Jusque dans vos bras (création en juin 2017)
- Tout le monde ne peut pas être orphelin (création en juin 2018)
- La peste c'est Camus, mais la grippe est-ce Pagnol ? (création en octobre 2020)
- La vie est une fête (création en juin 2022)
- I will survive (création en juin 2025)

### Comédien
- L'Île de dieu de Gregory Motton, mise en scène Catherine Marnas, 2000[15]
- Marat-Sade d'après Peter Weiss, mise en scène Simone Amouyal, 2000

## Distinctions

### Récompenses
- 2013 : Prix du public au Festival Silhouette à Paris pour Il est des nôtres
- 2013 : Prix du meilleur court métrage du syndicat français de la critique de cinéma 2013 pour Il est des nôtres
- 2019 : Topor Télérama « des Aboiements d’Henri IV »[16]

### Décorations
Chevalier de l'ordre des Arts et des Lettres (2016)